# NGC 5171
NGC 5171 (другие обозначения — UGC 8476, MCG 2-34-20, ZWG 72.89, PGC 47339) — галактика в созвездии Дева.
Этот объект входит в число перечисленных в оригинальной редакции «Нового общего каталога».